# Operatie Moonshot
Operatie Moonshot was een programma van de Britse regering om in Engeland op dezelfde dag massale tests voor COVID-19 uit te voeren, met als doel om grote volksbijeenkomsten in dat land mogelijk te maken en tegelijkertijd het virus onder controle te houden. Volgens het British Medical Journal streefde het programma ernaar om tegen 2021 10 miljoen tests per dag uit te voeren.
Het programma leidde tot bezorgdheid vanwege de verwachte kosten - 100 miljard pond volgens een uitgelekt regeringsdocument, dat is ongeveer driekwart van de totale jaarlijkse kosten van NHS England. Statistici hebben er bovendien voor gewaarschuwd dat, gezien de onnauwkeurigheden die inherent zijn aan elke test, massale tests op deze schaal honderdduizenden valse positieven per dag kunnen veroorzaken, met als gevolg dat zeer grote aantallen mensen te horen krijgen dat zij besmet zijn, terwijl dat niet het geval is.
Op 22 oktober 2020 werd gemeld dat het project was "opgegaan" in het NHS Test and Trace programma, dat werd geleid door Dido Harding. Vanaf april 2021 blijft het Verenigd Koninkrijk bijzonder veel nadruk leggen op massale screening met behulp van laterale flowtests, welke beschikbaar waren als zelftestkits.

## Beschrijving
De voor het programma voorgestelde test berust op de ontwikkeling van een nieuwe technologie voor speeksel- of swabmonsters die binnen enkele minuten een positieve of negatieve uitslag geeft, in plaats van dat analyse in een laboratorium nodig is, een proces dat verscheidene dagen in beslag kan nemen. Op deze manier wordt de test door de media, waaronder de Sheffield Telegraph, beschreven als vergelijkbaar met een zwangerschapstest. Door een dergelijke test beschikbaar te maken, wordt voorkomen dat mensen naar een testcentrum moeten reizen, iets wat een lange reis kan vergen. Ten tijde van de lancering berustte de enige wereldwijd beproefde technologie voor het testen op COVID-19 op PCR.

## Structuur
De operatie maakte deel uit van de reactie van het Britse ministerie van Volksgezondheid en Sociale Zorg (DHSC) op COVID-19. Aanvankelijk was het een afzonderlijk overheidsprogramma, maar uiteindelijk werd het opgenomen in het nationale NHS T&T programma. Binnen de operatie werden in snel tempo een aantal semi-onafhankelijke teams opgericht om COVID-19-technologieën te ontwikkelen en te evalueren die op dat ogenblik in wezen experimenteel en onbewezen waren.
De opdracht van elk team was één enkele vorm van COVID-19-testen op te zetten en te ontwikkelen. Elk team had een academische leider en richtte zich op de ontwikkeling van één enkele technologie directe LAMP, LAMPore, Massaspectometrie, RNA LAMP, point of care PCR, machine-reader laterale flow-tests en niet-machine-gebaseerde laterale flow-tests of snelle tests.
De triage- en evaluatieplannen voor machinegebaseerde technologie werden geleid door de TVG (Technische valideringsgroep) van de Britse regering en niet-machinegebaseerde technologie door de COVID-19 Oversight-groep met inbreng van Public Health England, National Health Service, academische/wetenschappelijke adviseurs en DHSC.
De ontwikkeling van LAMP werd geleid door Prof. Keith Godfrey aan de Universiteit van Southampton.
Oxford Nanopore ontwikkelde een technologie die LAMPore wordt genoemd. Zij zijn gecontracteerd om miljoenen tests te leveren op basis van een nieuwe testmethode die Transcriptase Loop Amplification (LAMP) wordt genoemd en die momenteel wordt ontwikkeld; gehoopt wordt dat deze tests in minder dan een uur een resultaat kunnen opleveren. De regering heeft ook 323 miljoen pond betaald voor 90 miljoen speekseltestkits van 20 minuten, chemicaliën en 600 "Genie HT"-machines gemaakt door OptiGene, een bedrijf gevestigd in Horsham, Sussex.

## Geschiedenis
Het project werd aangekondigd tijdens een Downing Street briefing door Boris Johnson, de Britse premier, op 9 september 2020. Johnson suggereerde dat massale tests een manier zouden zijn om sport- en amusementsgelegenheden weer open te laten gaan na hun sluiting aan het begin van de pandemie, en om mensen de mogelijkheid te geven bijeen te komen voor kerstfeesten. Tot dan toe hadden wetenschappers tests gebruikt om mensen te identificeren die positief op het virus reageerden, maar Johnson schetste wat hij omschreef als "de 'Moonshot'-aanpak", een test die mensen zou aantonen die negatief zijn en geen potentieel risico voor anderen vormen, en hun zo een "vrijgeleide" zou geven om evenementen bij te wonen en met anderen samen te komen "op een pre-covids-manier". Er werd een proefproject aangekondigd voor binnen- en buitenevenementen in Salford, Greater Manchester, dat in oktober van start zou gaan, met daarna plannen voor een nationale uitrol. Op dat moment was echter nog niet duidelijk welk soort tests zou kunnen worden gebruikt voor massale tests, hoewel duidelijk was dat het zou kunnen gaan om virale antigeendetectie met behulp van laterale flow of Reverse Transcription Loop-mediated Isothermal Amplification. Op 18 augustus werden Public Health England Porton Down en de Universiteit van Oxford op verzoek van de ministers van het Britse ministerie van Volksgezondheid en Sociale Zorg verzocht de infrastructuur voor klinisch onderzoek en evaluatie te ontwikkelen die nodig is om de meest veelbelovende lateral flow-apparaten met de beste prestatiekenmerken te identificeren.
Ongeveer een week voor Johnson's aankondiging had Matt Hancock, de staatssecretaris voor Volksgezondheid, aangekondigd dat de regering 500 miljoen pond zou uittrekken voor de ontwikkeling van een speekseltest die binnen 20 minuten resultaat zou opleveren. Dergelijke tests zouden worden gebruikt op werkplekken en in vrijetijdsgelegenheden om degenen die de faciliteit betreden regelmatig te testen. Doel van het programma is om tegen 2021 10 miljoen tests per dag uit te voeren, zodat de hele bevolking van het Verenigd Koninkrijk elke week kan worden getest, waarbij gebruik wordt gemaakt van huisartsenpraktijken en apotheken om de toegang van het publiek tot de tests veel gemakkelijker te maken.
Verscheidene bedrijven uit de particuliere sector zijn bij het programma betrokken, waaronder GSK voor de levering van tests, AstraZeneca voor laboratoriumcapaciteit, en Serco en G4S voor opslag en logistiek. Een van de adviseurs van de regering op het gebied van snelle tests is de epidemioloog Michael Mina van Harvard, die een soortgelijke "maanreis" in de Verenigde Staten heeft voorgesteld.
Op 13 oktober 2020 was het proefproject in Salford - dat oorspronkelijk bedoeld was om alle 254 000 inwoners regelmatig te testen - aanzienlijk teruggeschroefd, waarbij regeringsbronnen zeiden dat het nu zou worden "toegespitst op risicomilieus en -groepen", met tests die zouden worden aangeboden aan inwoners "in sommige gebieden met dichtbevolkte woningen". Op 19 oktober 2020 kondigde de regering de start aan van een proef met LAMP- en laterale flowtests voor asymptomatisch personeel in ziekenhuizen in Manchester, Southampton en Basingstoke, met "scholen, universiteiten en verzorgingshuizen in de zwaarst getroffen regio's" die op een later tijdstip zouden volgen.
Op 22 oktober 2020 werd gemeld dat Operatie Moonshot was "opgegaan" in het NHS Test and Trace (NHSTT)-programma dat wordt geleid door Dido Harding. In een brief van regeringsadvocaten in antwoord op een bod van het Good Law Project om de bedragen van overheidsgeld betaald aan particuliere aannemers te onderzoeken, stond: "Het voorstel waarnaar verwezen wordt in het Project Moonshot Briefing Pack werd ontwikkeld naast het bestaande NHS Test and Trace programma van het Department of Health and Social Care (DHSC). Het goedgekeurde "kern"-budget van NHSTT bedroeg ongeveer 12,1 miljard pond. De inhoud van het voorstel waarnaar in het "Project Moonshot Briefing Pack" wordt verwezen is sindsdien ondergebracht bij NHSTT, hetgeen de snel veranderende en zich voortdurend ontwikkelende beleidsvereisten op het gebied van testen weerspiegelt. Het wordt nu het "massa-testing"-programma van de NHSTT genoemd. De aangekondigde plannen voor massatests voorzien in het wekelijks testen van maximaal 10% van de bevolking van Engeland, met behulp van miljoenen speekselkits van het bedrijf Innova die in 30 minuten klaar zijn, "om gelokaliseerde uitbraken te helpen controleren". Lokale volksgezondheidsdirecteuren zouden "in aanmerking komen om wekelijks het aantal tests te ontvangen dat overeenkomt met 10% van hun bevolking".
Op 5 november 2020 berichtte "The Guardian" dat snelle "Direct RT-Lamp" speekseltests, gemaakt door OptiGene en gebruikt in het proefproject in Salford en Manchester, slechts 46,7% van de besmettingen hadden geïdentificeerd, wat betekent dat in een real-world setting meer dan de helft van de besmette personen ten onrechte zou worden verteld dat ze virusvrij waren. Een wetenschapper van het DHSC verklaarde: "Het is onjuist te beweren dat de tests een lage gevoeligheid hebben; uit een recent proefproject bleek een algemene technische gevoeligheid van bijna 80%, oplopend tot meer dan 96% bij personen met een hogere virusbelasting, waardoor de tests belangrijk zijn voor het opsporen van personen in het besmettelijke stadium. De uitdaging is nu om de redenen te begrijpen voor het verschil in geclaimde gevoeligheid in één evaluatie versus die in meerdere andere.

## Ontvangst
De aankondiging werd al snel kritisch bekeken door wetenschappers en gezondheidsdeskundigen, die hun twijfel uitspraken of het dagelijks testen van enkele miljoenen mensen met een snelle doorlooptijd haalbaar was met de laboratoriumcapaciteit zoals die op dat moment was. Sir Patrick Vallance, wetenschappelijk hoofdadviseur van de regering, zei dat het "totaal verkeerd zou zijn om aan te nemen dat dit een slam dunk is die zeker kan worden uitgevoerd", terwijl Dr Jenny Harries, de adjunct-hoofdartsarts van Engeland, zei dat het succes van het programma zou afhangen van hoe het zou worden aangepakt.
Politici van de oppositie, waaronder Jonathan Ashworth, de schaduwminister van Volksgezondheid, betwijfelden of het programma wel haalbaar is, terwijl het systeem al moeite heeft om de hoeveelheid tests die het moet ondergaan, aan te kunnen. Grant Shapps, de staatssecretaris voor Vervoer, reageerde op de bezorgdheid door te zeggen dat de technologie om het systeem toe te passen nog niet bestaat.

### Bezorgdheid over privatisering van het programma en kosten
Op 10 september 2020 citeerde de British Medical Journal een uitgelekt document dat voorspelde dat het proces £100 miljard zou kosten - relatief dicht bij de £130 miljard totale jaarlijkse kosten van NHS England. Het feit dat de plannen leken in te houden dat een aanzienlijk deel van dit bedrag aan particuliere bedrijven zou worden betaald, leverde commentaar op. Devi Sridhar (Universiteit van Edinburgh) maakte zich zorgen over de aanbestedingsprocedure van de contracten en vreesde dat mensen rijk zouden worden aan de crisis. Anthony Costello, een voormalig directeur van de Wereldgezondheidsorganisatie, sprak op Twitter van "verspilling/corruptie op kosmische schaal". Martin McKee, hoogleraar Europese volksgezondheid aan de London School of Hygiene and Tropical Medicine, vroeg zich af welke parlementaire controle er op de uitgaven zal zijn.
Volgens wetenschappers van de universiteiten van Glasgow, St. Andrews en Newcastle, die in het Journal of the Royal Society of Medicine schrijven, heeft het besluit om de plaatselijke volksgezondheidsdiensten en huisartsenpraktijken los te koppelen van het testsysteem van de particuliere sector geleid tot een "vertraagde uitbraakcontrole": "Ondanks de tekortkomingen van dit grotendeels particuliere, sterk gecentraliseerde NHS Test and Trace-systeem, is naar verluidt de regering van plan het testen op te voeren om wekelijks testen voor de hele bevolking mogelijk te maken. Deloitte en een hele reeks commerciële bedrijven worden gecontracteerd om deze tests uit te voeren in het kader van Operation Moonshot, een plan om het aantal tests op te voeren tot 10 miljoen per dag, tegen een kostprijs van 100 miljard pond - 70 procent van het jaarlijkse NHS-budget voor Engeland. ... Wij roepen de regering van Westminster op om een einde te maken aan de privatisering van de tests en om opnieuw te investeren in de eerstelijnszorg, de volksgezondheid en de laboratoriumdiensten van de NHS, en om de middelen van de huidige particuliere testprogramma's terug te leiden naar de lokale eerstelijnszorg, de lokale NHS-laboratoria en de lokale volksgezondheidssector." Het Good Law Project heeft een rechtszaak tegen de regering aangespannen met als argument dat het programma onwettig is omdat het "potentieel enorme particuliere contracten omvat die mogelijk niet zijn aanbesteed en die de eigen regels van de regering voor een goede prijs-kwaliteitverhouding overtreden.
De wetenschappelijke adviesgroep voor noodgevallen (SAGE) van de regering heeft in een consensusverklaring van 31 augustus 2020 verklaard dat het belangrijk is "ervoor te zorgen dat een massaal testprogramma extra voordelen oplevert ten opzichte van het investeren van evenveel middelen in (i) het verbeteren van de snelheid en de dekking van NHS Test and Trace voor symptomatische gevallen [...] en (ii) de mate van zelfisolatie en quarantaine voor degenen die positief testen (momenteel naar schatting <20% volledig therapietrouw)"; de groep voegde eraan toe dat "massaal testen alleen kan leiden tot verminderde transmissie als personen met een positieve test snel effectief isoleren". Martin McKee zei dat het programma "zich slechts op één deel van het probleem richt, namelijk het testen, en niets zegt over wat er zal gebeuren met degenen die positief worden bevonden, een bijzonder punt van zorg gezien het lage percentage van degenen die zich houden aan het advies om te isoleren - deels vanwege het gebrek aan steun dat hun wordt geboden". De regering zei in antwoord op vragen dat tot nu toe 500 miljoen pond was uitgetrokken en dat de uiteindelijke kosten nog onbekend waren.

### Gevaar van vals-positieven bij massale testen
Een andere kwestie die door statistici zoals David Spiegelhalter (Universiteit van Cambridge) aan de orde is gesteld, is dat massale tests bekend staan om het genereren van valse positieven. Professor Jon Deeks (Universiteit van Birmingham, Cochrane) verklaarde dat zelfs indien een test een zeer goede specificiteit van 99% zou bereiken, wat betekent dat slechts 1% van de gezonde mensen ten onrechte als besmet zou worden geïdentificeerd, het testen van de gehele bevolking van het VK ertoe zou leiden dat meer dan een half miljoen mensen te horen zouden krijgen dat zij zich moeten isoleren, samen met hun contacten. Volgens de schattingen van Deeks zouden er uiteindelijk 1000 mensen meer ten onrechte als besmet worden aangemerkt dan er werkelijk besmet zijn. In een door SAGE gepubliceerd document werd gesuggereerd dat het programma ertoe zou kunnen leiden dat 41% van de Britse bevolking zich binnen zes maanden nodeloos zou moeten laten isoleren als gevolg van fout-positieven, en werd gewaarschuwd voor mogelijke sluitingen van scholen en het verlies van loon van werknemers door onjuiste testresultaten. Op 11 september 2020 werden deze zorgen overgenomen door de Royal Statistical Society, die in een brief aan The Times waarschuwde dat het plan "geen rekening lijkt te houden met fundamentele statistische kwesties" en het risico liep "persoonlijke en economische schade te berokkenen aan tienduizenden mensen".

### Gevaar van vals negatieven bij thuistesten
Angela Raffle en Mike Gill, die in april 2021 in het British Medical Journal schreven, noemden de Britse aanpak van massale screening "een misplaatst beleid, dat waarschijnlijk de overdracht niet zal verminderen", waarbij ze aanvoerden dat mensen "in de verleiding" zouden kunnen komen om thuiskits te gebruiken in plaats van de gevoeligere PCR-test te doen, waardoor ze "ten onrechte gerustgesteld" zouden worden.

### Deskundigheid
Academici die de uitgelekte documenten zagen, uitten hun bezorgdheid over het kennelijke gebrek aan inbreng van wetenschappers en clinici. Op 11 september 2020 meldde The Guardian dat het National Screening Committee, dat normaliter de regering en de NHS adviseert over "alle aspecten van bevolkingsonderzoek", niet was geraadpleegd over de plannen. Allyson Pollock (Newcastle University) verklaarde dat zij dit onbegrijpelijk vond, aangezien er veel Britse deskundigen beschikbaar waren. Jon Deeks voegde daaraan toe: "Het is zeer zorgwekkend dat er in de documenten geen sprake is van screeningexpertise. Ze zijn geschreven door management consultants".